# 弗拉根巴赫河
51°51′30″N 7°43′26″E / 51.858327°N 7.723934°E
弗拉根巴赫河（德語：Flaggenbach），是德國的河流，位於該國西部，流經北萊茵-威斯特法倫州，屬於韋爾瑟河的左支流，河道全長11.9公里，流域面積45.2平方公里。